# كأس السعودية
كأس السعودية هو سباق خيل دولي، يعد أغلى سباق للخيل في العالم، بجوائز تبلغ 30.5 مليون دولار أمريكي. يشارك في الحدث السنوي أبرز الخيل والمدربين والخيالة في العالم، يقام في الرياض عاصمة السعودية في ميدان الملك عبد العزيز للفروسية، ويضمّ سباقات كبرى ومنافسات تمهيدية على مسارات عشبية وترابية.

## نبذة
تُعدُّ مسابقة كأس السعودية، واحدةً من أكبر سباقات الخيل العالمية، حيث يُنظم سنويًّا، ويستمر مدة يومين بميدان الملك عبد العزيز في الرياض. بدأت الانطلاقة لكأس السعودية في فبراير 2020، بجوائز تبلغ بقيمة 35.35 مليون دولار أمريكي.

## التاريخ
أقيمت النسخة الأولى من السباق في 29 فبراير 2020، وفاز بها الجواد الأمريكي ماكسيموم سيكيوريتي بقيادة لويس سايز. أعلن نادي الجوكي السعودي بعد شهرين، أنه سيحجب أموال ماكسيموم سيكيوريتي في انتظار التحقيق، وذلك بعد توجيه الاتهام للمدرب جيسون سيرفيس في الولايات المتحدة، بقضية المنشطات. اعتبارًا من أكتوبر 2021، لم يكن هناك قرار بشأن مسألة حجب الأموال.

## تفاصيل السباق
تبلغ جوائز السباق 20 مليون دولار، فيما تبلغ جائزة المركز الأول 10 ملايين دولار، وهو الحدث الأكثر ربحية في سباق الخيل. وتصاحب المهرجان فعاليات ثقافية بالتعاون مع وزارة الثقافة، ومع خبيرة أزياء التراث السعودي ليلى البسام ونورة سهمان اللتان قدمتا دليل الزي لكأس السعودية، حيث يرتدي الحاضرين أزياء مستوحاة من الأزياء التراثية في مختلف مناطق السعودية، بالإضافة إلى تقديم الأكلات التقليدية، والعروض الموسيقية الحية، والعروض الفنية، والفنون الأدائية من مختلف مناطق السعودية.

## سباقات فرعية
أعلن الأمير بندر بن خالد الفيصل رئيس مجلس إدارة نادي الفروسية، عن تنظيم خمسة سباقات بجانب كأس السعودية، بمجموع جوائز تبلغ قيمتها 20 مليون دولار أمريكي.
- سباق عشبي موانع: سباق خيل متكافئ على مسار عشبي بطول 3 آلاف متر (15 فورلونغ)، بإجمالي جوائز بقيمة 2,5 مليون دولار أمريكي مع جائزة أولى بقيمة 1,5 مليون دولار أمريكي.
- كأس نيوم تيرف: سباق متوسط على مسار عشبي بطول 2100 متر (10.5 فورلونغ)، بإجمالي جوائز بقيمة مليون دولار، وجائزة أولى بقيمة 600 ألف دولار.
- سبرنت 1350: سباق سريع على مسار عشبي بطول 1350 مترا (6.7 فورلونغ)، بإجمالي جوائز بقيمة مليون دولار، وجائزة أولى بقيمة 600 ألف دولار.
- السعودية سبرنت: سباق سريع على مسار ترابي بطول 1200 متر (6 فورلونغ) بإجمالي جوائز بقيمة 1,5 مليون دولار وجائزة أولى بقيمة 900 ألف دولار.
- ديربي السعودية: سباق قصير على مسار ترابي بطول 1600 متر (8 فورلونغ) بإجمالي جوائز بقيمة 800 ألف دولار وجائزة أولى بقيمة 480 ألف دولار.

## النسخة الأولى 2020

### المشاركون

#### الفرسان
- أوليفييه بيسليير [الإنجليزية]
- ريان مور
- يوتاكا تيك
- مايك سميث
- فرانكي ديتوري
- عادل الفريدي

#### الفارسات[11]
- ليزا علبرس
- ناناكو فوجيتا
- كايل ميشيل
- إما جين ويلسون [الإنجليزية]

## النسخة الثانية 2021
النسخة الثانية من سباق «كأس السعودية»، أقيمت مساء يوم السبت 20 فبراير 2021، في ميدان الملك عبد العزيز للفروسية في الرياض. وتوج الأمير محمد بن سلمان (نيابة عن خادم الحرمين الشريفين الملك سلمان بن عبد العزيز) الأمير عبد الرحمن بن عبد الله الفيصل مالك الجواد «مشرف» الفائز بالسباق، كما قدم التهنئة لمدرب الجواد جون جوسدن والخيال ديفيد إيغن اللذين استلما مجسم حصان، وخوذة الخيال.
البطولة التي تعد أغلى سباق للخيل في العالم بجوائز بلغت 30.5 مليون دولار أمريكي أبرز الخيل والمدربين والخيالة في العالم، حيث يبلغ إجمالي الجياد المشاركة في ميدان الملك عبد العزيز 77 جواداً عالمياً من 13 دولة، بجائزته المالية البالغة 20 مليون دولار أمريكي للمركز الأول.
ويتقدم الخيل المشاركة في حفل السباق «ماكسيموم سيكورتي» و«بن بطل» و«ميدنايت بيسو» و«ماتشو جوستو» و«تيسايتوس»، تحت إشراف أفضل المدربين على المستوى العالمي، أمثال الأمريكي «بوب بافرت» والبريطاني «جون جوسدن» والأمريكي «ستيفن اسموسن»، ومواطنه «براد كوكس» والمدربان الوطنيان عبد الله بن مشرف وشالح العضياني.

## النسخة الثالثة 2022
في 25 و26 فبراير 2022، أقيمت النسخة الثالثة من كأس السعودية، بميدان الملك عبد العزيز بالجنادرية، بمشاركة 16 دولةً، و240 جوادًا، منها 16 جوادًا من الفئة الأولى، من 6 دول. بجوائز تبلغ 32.1 مليون دولار، ثم ارتفعت الجوائز إلى 35.1 مليون دولار. حيث شاركت دول عديدة، هي: 13جوادًا من بريطانيا، و13 جوادًا من الإمارات، و12 جوادًا من اليابان، و11 جوادًا من فرنسا، و9 جياد من أمريكا، و6 جياد من قطر، و5 جياد من أيرلندا، و5 جياد من البحرين، جوادان من الأرجنتين، جوادان من أسبانيا، جواد من ألمانيا، وجواد من اليونان.

## النسخة الرابعة 2023
في 24 و25 فبراير 2023، أقيمت النسخة الرابعة كأس السعودية بميدان الملك عبد العزيز بالجنادرية، بمشاركة 1400 مشارك من 22 دولة. بجوائز تبلغ 35.35 مليون دولار أمريكي.
```
في 25 فبراير، أقيمت أربع جولات، على جائزة قدرها 100.000 دولار لكل جولة، بمسافات مختلفة، تتراوح بين 1200م و1800م. كما أقيم سباق الھاندیكاب السعودي الدولي، على مسافة 2100م، وتبلغ جائزته المالیة 500 ألف دولار، وكأس المنيفة فئة 2، الذي تبلغ قيمته ملیون دولار.
```

في 26 فبراير، أقيم السباق الكبير، الذي تبلغ قيمته 20 ملیون دولار، على مسافة 1800م، بالمسار الرملي لميدان الملك عبد العزیز. كما أقيمت 8 سباقات، تتنافس فیھا الخیل من جمیع أنحاء العالم على الأرضیتن، الرملیة والعشبیة. كما أقيمت سباقات مصنّفة عالمیًّا، منھا شوط "العبیّة كلاسیك" المخصص للخیل العربیة الأصیلة، والمصنف فئة أولى، ترافقه خمسة أشواط رفیعة المستوى من الفئة الثالثة، إضافة لشوط "نادي سباقات الخیل ھاندیكاب" المخصص للجیاد المدربة محليًا.

## النسخة الخامسة 2024
في 23 و24 فبراير 2024، أقيمت النسخة الخامسة من كأس السعودية 2024، بميدان الملك عبد العزيز بالرياض، بجوائز، تقدر بـ  37.6مليون دولار. استهدف السباق كبار الملاك والمدربين عالميًّا، مع تواجد خمسة من الجياد التي نافست بالسباق الأمريكي الشهير ( بريدرز كب كلاسيك)، واحتوت القائمة جيادًا من دول عديدة، هي: الولايات المتحدة الأمريكية، واليابان، وأيرلندا، والسعودية. فاز بشوط كأس السعودية، الذي تبلغ قيمة جائزته منفردًا 20 مليون دولار، الجواد "سينور بوسكادور" لمالكيه شرف محمد الحريري وجو آر بيكوك جي آر.

## النسخة السادسة 2025
أقيمت في 21 و22 فبراير 2025 على  ميدان الملك عبدالعزيز في الرياض، بجوائز مالية بلغت في مجموعها 38,1 مليون دولار.( 129.540 مليون ريال) مائة وتسعة وعشرون مليونًا وخمسمائة وأربعون ألف ريال سعودي. 
- توج ولي العهد الأمير محمد بن سلمان آل سعود، سيسوما فوجيتا، مالك الجواد الياباني «فوريفر يونغ» بـ«كأس السعودية».
- توج إسكولي بينسو للمالك سنداي للسباقات المحدودة، بالمركز الأول، في الشوط السابع على كأس الـ1351 للسرعة G2.
- توج «شن إمبرور» للمالك سيسوما فوجيتا بالمركز الأول في الشوط السادس كأس نيوم G2.[20]

## الفائزون
منذ انطلاق البطولة عام 2020 وكانت نتيجة هذه السباقات كالتالي:
| السنة | الفائز           | ولدت في | الملكية          | العمر | الفارس         | المدرب        | المالك                                              | الزمن    | مصدر   |
| ----- | ---------------- | ------- | ---------------- | ----- | -------------- | ------------- | --------------------------------------------------- | -------- | ------ |
| 2020  | ماكسيمم سيكيورتي |         | الولايات المتحدة | 4     | لويس سايز      | جايسون سيرفيس | غاري ويست وماري ويست وجي مانيجر وام تابور وودي سميث | 1:50.59  | [ 21 ] |
| 2021  | مشرف             |         | السعودية         | 4     | ديفيد إيغن     | جون جوسدون    | الأمير عبد الرحمن بن عبد الله الفيصل                | 1:49.59  | [ 22 ] |
| 2022  | إيمبليم رود      |         | السعودية         | 4     | ويقبيرتو راموس | متعب الملوح   | الأمير سعود بن سلمان بن عبدالعزي.                   | 1:50.52  | [ 23 ] |
| 2023  | بينثلاسا         |         | اليابان          |       | يوتاكا يوشيدا  | يوشيتو ياهاجي | هيرو ريس كومبني ليمتد                               | 1:50.80  | [ 25 ] |
| 2024  | سينور بسكادور    |         | السعودية         | 4     | جونيور الفاردو | حمد آل رشيد   | شرف محمد الحريري                                    | 1:49.494 | [ 28 ] |
| 2025  | فور إيفر يونغ    |         | اليابان          |       | ريوسي ساكاي    |               | سيسوما فوجيتا                                       |          | [ 29 ] |

## موسوعة جينيس
حقق كأس السعودية 2022، في نسخته الثالثة، دخوله الى قائمة موسوعة جينيس العالمية للأرقام القياسية، بوصفه أغلى شوط في العالم، حيث تمكن كأس السعودية من تحطيم الأرقام القياسية بوصفه أغلى شوط لسباق الخيل في العالم، بجائزة مالية مقدارها 20 مليون دولار.

## وصلات خارجية
- الموقع الرسمي